# Huaynaputina
Huaynaputina je stratovulkán v jižním Peru, který se stal původcem nejsilnější sopečné erupce v novodobých dějinách Jižní Ameriky. Nachází se asi sedmdesát kilometrů jihovýchodně od města Arequipa.
Výbuch 19. února 1600 vyvrhl zhruba 30 krychlových kilometrů tefry, na jih a jihovýchod sahaly pyroklastické proudy v délce 13 kilometrů a sopečné bahnotoky zničily několik vesnic a dosáhly až pobřeží Tichého oceánu vzdáleného 120 kilometrů. Sopečný prach dopadal až ve vzdálenosti 500 kilometrů. Regionální zemědělství se z pohromy dostávalo 150 let, ale výbuch měl i globální dopad: V Rusku a celé Evropě byla v následujícím roce tužší zima, což mělo za následek horší zemědělskou produkci (a v Rusku i hladomor).